# Jörg Wunderlich
Jörg Wunderlich (Berlino, 19 dicembre 1939) è un aracnologo, paleontologo e biologo tedesco.
Specialista dei ragni, ha lavorato soprattutto all'identificazione e alla descrizione di specie fossili, con cospicui contributi anche nelle seguenti famiglie: Linyphiidae, Pimoidae, Theridiidae, Oecobiidae e Dysderidae.
Nel 2008 ha donato la sua cospicua collezione di fossili nell'ambra, ben 9000 pezzi, prevalentemente di insetti e ragni, al Senckenberg Naturmuseum di Francoforte sul Meno.

## Taxa descritti (lista parziale)
- Pimoidae Wunderlich, 1986, famiglia di ragni
- Sinopimoidae Li & Wunderlich, 2008, famiglia di ragni
- Synaphridae Wunderlich, 1986, famiglia di ragni
- Acorigone Wunderlich, 2008, genere di ragni Linyphiidae
- Ameridion Wunderlich, 1995, genere di ragni Theridiidae
- Calcarsynotaxus Wunderlich, 1995, genere di ragni Synotaxidae
- Canariellanum Wunderlich, 1987, genere di ragni Linyphiidae
- Canariphantes Wunderlich, 1992, genere di ragni Linyphiidae
- Crassignatha Wunderlich, 1995, genere di ragni Mysmenidae
- Dipoenata Wunderlich, 1988, genere di ragni Theridiidae
- Exalbidion Wunderlich, 1995, genere di ragni Theridiidae
- Microsynotaxus Wunderlich, 2008, genere di ragni Synotaxidae
- Ohlertidion Wunderlich, 2008, genere di ragni Theridiidae
- Simitidion Wunderlich, 1992, genere di ragni Theridiidae
- Sinanapis Wunderlich & Song, 1995, genere di ragni Anapidae
- Spermophorides Wunderlich, 1992, genere di ragni Pholcidae
- Telemofila Wunderlich, 1995, genere di ragni Telemidae

## Denominati in suo onore
- Bianor wunderlichi Logunov, 2001, ragno, Salticidae
- Carbinea wunderlichi Davies, 1999, ragno, Amphinectidae
- Cratosolpuga wunderlichi Selden in Selden & Shear, 1996, artropode dei Solifugae, fossile
- Dolichoiulus wunderlichi Enghoff, 1992, miriapode della famiglia Julidae
- Dryinus wunderlichi Olmi & Bechly 2001, imenottero della famiglia Dryinidae
- Eusimonia wunderlichi Pieper, 1977, artropode dei Solifugae, famiglia Karschiidae
- Oedothorax wunderlichi Brignoli, 1983, ragno, Linyphiidae
- Pavlostysia wunderlichi Popov, 2008, emittero della famiglia Plokiophilidae
- Prodidomus wunderlichi Deeleman-Reinhold, 2001, ragno, Prodidomidae
- Scotognapha wunderlichi Platnick, Ovtsharenko & Murphy, 2001, ragno, Gnaphosidae
- Telema wunderlichi Song & Zhu, 1994, ragno, Telemidae
- Tenuiphantes wunderlichi (Saaristo & Tanasevitch, 1996), ragno, Linyphiidae
- Theridion wunderlichi Penney, 2001, ragno, Theridiidae
- Xysticus wunderlichi Logunov, Marusik & Trilikauskas, 2001, ragno, Thomisidae